# نيل بيتر
نيل بيتر (بالإنجليزية: Neil Angus)‏ هو محاسب ومدقق حسابات ‏ وسياسي أسترالي، ولد في 24 مارس 1961. حزبياً، نشط في حزب أستراليا الليبرالي (الفرع الفيكتوري) ‏. وقد انتخب عضو الجمعية التشريعية فيكتوريا عن دائرة Electoral district of Forest Hill ‏ (2 ديسمبر 2010 – ).

## وصلات خارجية
- الموقع الرسمي